# جورج ماكغفرن
جورج ماكغفرن (بالإنجليزية: George McGovern) (و. 1922 – 2012 م) هو سياسي، ودبلوماسي، ومؤرخ، وكاتب السيرة الذاتية، وبروفيسور (أستاذ جامعي) من الولايات المتحدة ولد في آفون.
تولى منصب عضو مجلس الشيوخ الأمريكي(1963-01-03–1981-01-03) .
انخرط ماكغفرن طوال حياته المهنية في القضايا المتعلقة بالزراعة والأغذية والتغذية والجوع. فقد كان أول من يتولى منصب مدير برنامج «الغذاء مقابل السلام» الممول من قبل الولايات المتحدة عام 1961، وأشرف ماكغفرن على توزيع الفوائض الأمريكية للمحتاجين في دول الخارج، ولعب دوراً أساسياً في إنشاء برنامج الأغذية العالمي الذي تديره الأمم المتحدة. وشغل منصب الرئيس الوحيد للجنة مجلس الشيوخ الأمريكي المعنية بالتغذية والاحتياجات البشرية خلال الفترة الممتدة من عام 1968 حتى عام 1977، وعمل ماكغفرن على لفت الأنظار إلى مشكلة الجوع في بلاده الولايات المتحدة، كما يعود له الفضل في إصدار «تقرير ماكغوفيرن» الذي أفضى إلى مجموعة جديدة من المبادئ التوجيهية الغذائية للأميركيين. وعمل ماكغفرن فيما بعد سفيراً للولايات المتحدة لدى وكالات الأمم المتحدة المعنية بالأغذية والزراعة خلال الفترة من 1998 حتى 2001، وعيّنه برنامج الغذاء العالمي أول سفير عالمي للجوع لدى الأمم المتحدة عام 2001. قدَّم «برنامج أغذية ماكغفرن-دول الدولي للتعليم وتغذية الطفل» (IFEP) وجبات مدرسية لملايين الأطفال في عشرات البلدان حول العالم بدءاً من عام 2000، وقد تشارك ماكغفرن جائزة الغذاء العالمية لسنة 2008 عن أعماله ومبادراته في هذا المجال.
أثناء شغله لمنصب السيناتور، كان ماكغفرن مثالًا على الليبرالية الأمريكية الحديثة. نال معظم شهرته بسبب معارضته الصريحة لانخراط الولايات المتحدة المتزايد في حرب فيتنام. خاض جولة ترشيح قصيرة ضمن الانتخابات الرئاسية في عام 1968 لملء شاغر البديل المؤقت بعد اغتيال روبرت ف. كينيدي. وقد قلبت لجنة ماكغفرن-فريزر اللاحقة عملية الترشح الرئاسي من أساسها، إذ زادت عدد المجالس الانتخابية والانتخابات الأولية وأنقصت تأثير رجال الحزب المطلعين. وسعى مشروع تعديل ماكغفرن–هاتفيلد الدستوري إلى إنهاء حرب فيتنام بأساليب تشريعية، لكنه ألغي في عامي 1970 و1971. وحصّلت حملة ماكغفرن الرئاسية ذات القاعدة الشعبية عام 1972 انتصارًا في كسب الترشيح الديمقراطي، لكنها تركت انقسامًا أيديولوجيًا عميقًا في الحزب، وكان من شأن الإخفاق في اختيار توماس إيغلتون نائبًا للرئيس أن أضعف من مصداقية ماكغفرن. وفي الانتخابات العامة، خسر ماكغفرن أمام ريتشارد نيكسون في انقلاب للرأي العام هو الأكبر من نوعه خلال التاريخ الانتخابي للولايات المتحدة. وعلى الرغم من إعادة انتخابه في مجلس الشيوخ عامي 1968 و1974، خسر ماكغفرن في محاولته للحصول على فترة رابعة في عام 1980.
بخبرات وتجارب بدأها في إيطاليا التي مزقتها الحرب واستمرت طوال مسيرته المهنية، انخرط ماكغفرن في قضايا مرتبطة بالزراعة والطعام والتغذية والجوع. بصفته المدير الأول لبرنامج الغذاء من أجل السلام في عام 1961، أشرف ماكغفرن على توزيع المعونات الأمريكية على المحتاجين في الخارج، ولعب دورًا أساسيًا في إحداث برنامج الأغذية العالمي الذي تديره الأمم المتحدة. وبوصفه رئيسًا منفردًا للمجلس الإداري للجنة مجلس الشيوخ الأمريكي المعنية بالتغذية والاحتياجات البشرية بين عامي 1968 و1977، تولى ماكغفرن نشر التوعية حول مشكلة الجوع داخل الولايات المتحدة وأصدر «تقرير ماكغفرن»، الذي أدى إلى وضع مجموعة جديدة من الخطوط الإرشادية في التغذية للأمريكيين. خدم ماكغفرن لاحقًا في منصب سفير الولايات المتحدة لدى وكالات الأمم المتحدة المعنية بالغذاء والزراعة بين عامي 1998 و2001، وعُين أول سفير عالمي للأمم المتحدة في قضية الجوع العالمي من قبل برنامج الأغذية العالمي في عام 2001. كان من شأن برنامج ماكغفرن–دول العالمي للغذاء مقابل التعليم وتغذية الطفل أن يوفر وجبات مدرسية لملايين الأطفال في عشرات من الدول منذ عام 2000، ونتج عنه فوز ماكغفرن بجائزة الغذاء العالمية مناصفةً في عام 2008.

## نشأته وتعليمه المبكر

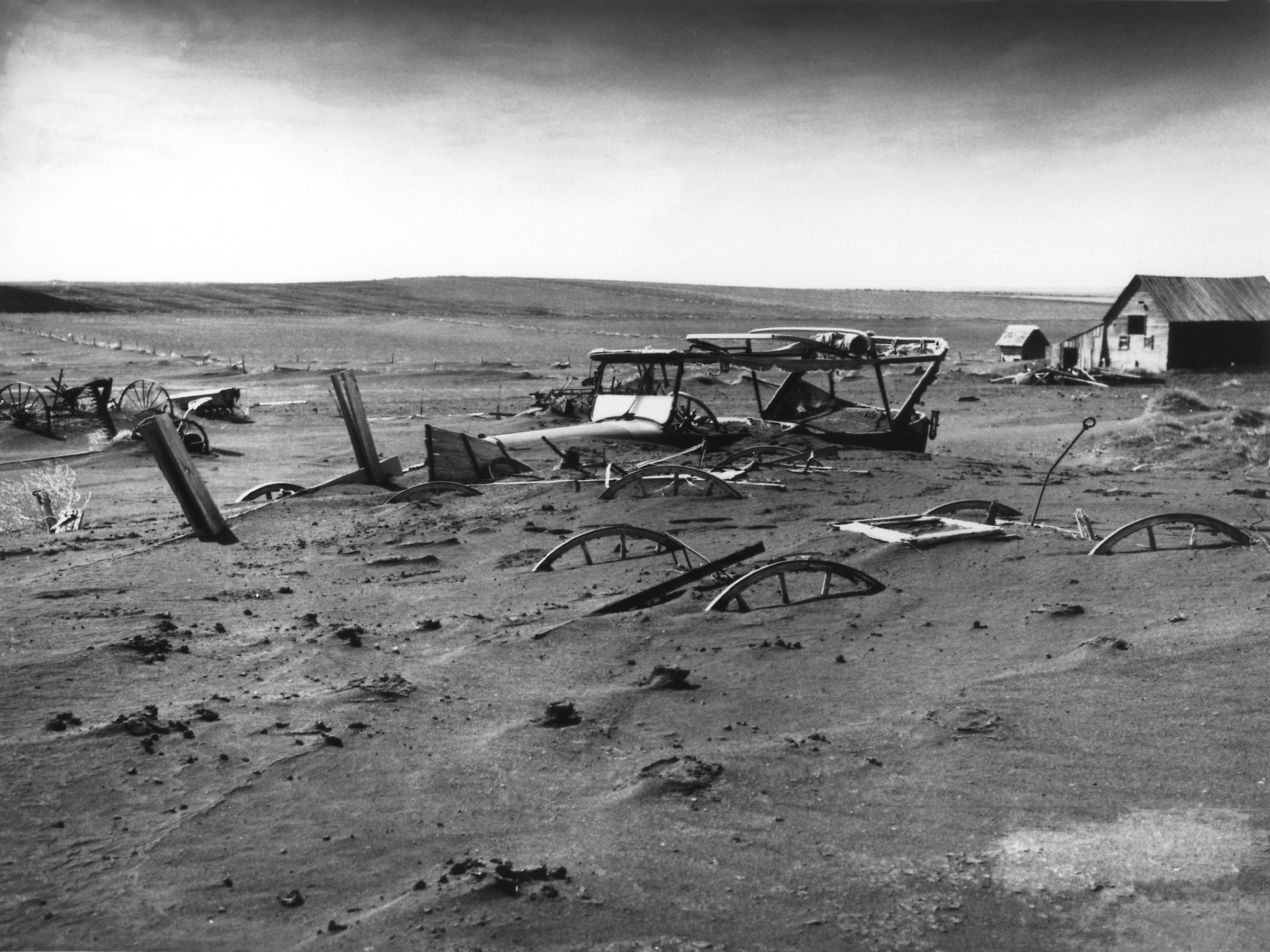
آلات مدفونة في حظيرة؛ داكوتا الجنوبية، مايو 1936. خلال كارثة قصعة الغبار في السهول الكبرى.

وُلد ماكغفرن في آفون، داكوتا الجنوبية، ذات المجتمع الزراعي الذي يقطنها 600 نسمة. كان والده، الموقر جوزيف سي. ماكغفرن، المولود في عام 1868، قس كنيسة ويسليان الميثودية المحلية هناك. كانت نشأة جوزيف -وهو ابن لمدمن كحول هاجر من أيرلندا- قد توزعت على عدة ولايات، وعمل في مناجم الفحم منذ سن التاسعة وفقد والديه في سن الثالثة عشرة. شارك بصفة لاعب بيسبول محترف في الدوريات الصغيرة، لكنه كف عن اللعب نظرًا إلى سلوكيات زملائه في الفريق من إفراط في الشرب والمقامرة والعلاقات النسائية العابرة، فدخل إلى المعهد اللاهوتي عوضًا عن ذلك. والدة جورج هي فرانسيس ماكلين، المولودة نحو عام 1890 والتي ترعرعت أول نشأتها في أونتاريو. انتقلت عائلتها في ما بعد إلى مدينة كالغاري في مقاطعة ألبرتا الكندية، ثم قدمت إلى داكوتا الجنوبية بحثًا عن عمل في مجال السكرتاريا. كان ترتيب جورج هو الثاني من حيث السن بين أربعة أبناء. ولم يكن راتب جوزيف ماكغفرن يبلغ مئة دولار أمريكي في الشهر، وغالبًا ما تلقى تعويضات على شكل بطاطا أو ملفوف أو أغذية أخرى. كان جوزيف وفرانسيس ماكغفرن كلاهما جمهوريين متزمتين، غير أنهما لم ينشطا في العمل أو التنظير السياسي.
حين بلغ جورج عامه الثالث تقريبًا، انتقلت العائلة إلى كالغاري لفترة كي تكون بجانب والدة فرانسيس المتوعكة، فتشكلت لدى الفتى ذكريات عن بعض الفعاليات مثل سباق كالغاري ستامبيد. وعندما بلغ السادسة من عمره، عادت عائلته إلى الولايات المتحدة وانتقلت إلى ميتشل في داكوتا الجنوبية، التي كان عدد سكانها يبلغ 12,000 نسمة. ارتاد ماكغفرن المدارس العامة هناك وكان طالبًا متوسط المستوى، عُرف بخجله الشديد في طفولته وخوفه من التكلم في الصف عندما كان في الصف الأول. تمثل سلوكه الوحيد القابل للتأنيب في ذهابه لمشاهدة الأفلام، الأمر الذي كان من بين التسالي الدنيوية المحرمة على أتباع كنيسة ويسليان الميثودية. في ما خلا ذلك، كانت طفولته طبيعية تخللتها زيارات إلى قصر الذرة المشهور في ميتشل وما عبّر عنه لاحقًا بقوله إنه «إحساس بانتماء المرء إلى مكان محدد ومعرفته أنه يشكل جزءًا منه». علقت في ذاكرته أحداث مثل عواصف قصعة الغبار وغارات الجراد التي اجتاحت ولايات السهول الكبرى خلال فترة الكساد الكبير. عاشت عائلة ماكغفرن على حافة خط الفقر لفترة كبيرة من عشرينيات وثلاثينيات القرن العشرين، ومنحت هذه النشأة القريبة من الحرمان والعوز جورج تعاطفًا استمر طيلة حياته مع العمال مبخوسي الأجور والفلاحين الكادحين. تأثر بالموجات ذات النزعة الشعبوية والحركات المنادية بالتوزيع العادل للأراضي الزراعية وتعليمات «اللاهوت العملي» لرجل الدين جون ويزلي التي سعت إلى محاربة الفقر والظلم والجهل.
ارتاد ماكغفرن مدرسة ميتشل الثانوية، حيث كان عضوًا ملتزمًا لكن غير ملفت للانتباه في فريق العدائين، وقابلته نقطة انعطاف في حياته حين رشّحه مدرس الإنجليزية في الصف التاسع إلى فريق المناظرة، حيث نشط بشكل كبير بين أعضائه. ترك مدرب المناظرات خاصته في الثانوية، وهو مدرس تاريخ عوّل في تدريبه على اهتمام ماكغفرن بتلك المادة، أثرًا عظيمًا في حياة الأخير الذي بات يمضي ساعات طويلة في صقل أسلوبه الجداليّ الدقيق وإن لم يكن جذابًا. فاز ماكغفرن وشريكه في المناظرة ضمن فعاليات في منطقته وحصد شهرةً في ولاية كان هواها العام يميل إلى الشغف بالمناظرة. وبذلك غيرت المناظرة حياة ماكغفرن، إذ منحته فرصة لاستكشاف الأفكار حتى نهاياتها المنطقية، فوسّع مداركه واكتسب حسًا من الثقة الشخصية والاجتماعية. وتخرج في عام 1940 ضمن أفضل عشرة بالمئة من طلاب دفعته.
تقدم ماكغفرن إلى جامعة داكوتا ويسليان الصغيرة في ميتشل وأصبح من الطلبة اللامعين هناك، وأكمل المصاريف التي وفرت جزءًا منها منحةٌ دراسية في المناظرة عن طريق عمله في عدة وظائف مختلفة. مع اندلاع الحرب العالمية الثانية واستمرارها وراء البحار وشعوره بالتقلقل حيال شجاعته، أخذ ماكغفرن دروسًا في الطيران لدى شركة إيرونكا للطائرات وحصل على رخصة طيران عن طريق برنامج تدريب الطيارين المدنيين الحكومي. قال ماكغفرن متذكرًا: «بصراحة، خفت حتى الموت في أول طيران منفرد لي. لكن حين خرجت حيًا من الطائرة، انتابني شعور هائل بالرضى من كوني حلقت بها ثم هبطت دون أن أحطم جناحيها». في أواخر عام 1940 وبداية عام 1941، أقام ماكغفرن علاقة جنسية خارج إطار الزواج مع إحدى معارفه انتهت بإنجابها لفتاة خلال عام 1941، غير أن الأمر لم يخرج إلى العلن خلال حياته. وفي أبريل 1941، بدأ ماكغفرن بمواعدة زميلته الطالبة إليانور ستيغبيرغ، التي نشأت في ونسوكت، داكوتا الجنوبية. كانا قد التقيا ببعضهما للمرة الأولى خلال مناظرة مدرسية ألحقت فيها إليانور وأختها التوءم إيلا الهزيمة بماكغفرن وشريكه.
كان ماكغفرن يصغي إلى بث إذاعي حول أوركسترا فيلهارموني نيويورك من أجل درس تقدير الموسيقى في سنته الجامعية الثانية حين سمع خبر الهجوم على بيرل هاربر في 7 ديسمبر 1941. وفي يناير 1942، ذهب برفقة تسعة طلاب آخرين إلى أوماها، نبراسكا وتطوع للانضمام إلى القوات الجوية لجيش الولايات المتحدة. قبل الجيش انضمامه، لكن لم يكن يتوفر ما يكفي من المدارج الجوية والطائرات والمدربين للبدء بتدريب جميع المتطوعين، لذلك بقي ماكغفرن في جامعة داكوتا ويسليان. عقد جورج خطوبته على إليانور، غير أنه قرر مبدئيًا ألا يتزوج قبل انتهاء الحرب. وخلال سنته الجامعية الثانية، فاز ماكغفرن في مسابقة داكوتا الجنوبية لفن الخطابة من أجل السلام (بالإنجليزية: South Dakota Peace Oratory Contest) التي تقام بين الكليات على مستوى الولاية عن خطاب عنوانه «حارس أخي»، واختير الخطاب في ما بعد من قِبل المجمع الكنسي الوطني واحدًا من أفضل 12 خطابًا رسميًا على مستوى البلاد في عام 1942. ولتمتعه بالذكاء والوسامة وكسبه لود زملائه، انتُخب ماكغفرن رئيسًا لدفعته في السنة الثانية واختير للقب «الفتى المتألق» في سنته قبل الأخيرة. في فبراير 1943، خلال سنته الدراسية قبل الأخيرة، فاز هو وشريك له في مسابقة مناظرات على مستوى المنطقة في جامعة ولاية داكوتا الشمالية كانت تضم مشاركين من 32 جامعة تقع ضمن اثنتي عشرة ولاية. وعقب عودته إلى الحرم الجامعي، اكتشف أن الجيش كان قد استدعاه أخيرًا.

## الخدمة العسكرية

### المدرسة العسكرية والمدربين
بعد ذلك بوقت قصير، أدى ماكغفرن اليمين الدستورية للعمل برتبة جندي في حصن سنيلنغ في ولاية مينيسوتا. أمضى كاكغفرن شهرًا في مركز جيفرسون باراكس العسكري في ميسوري، ثم تلقى بعدها تدريبًا عسكريًا مدته خمسة أشهر في كلية المدربين في جامعة جنوب إلينوي في مدينة كاربوندال بولاية إلينوي. أكد ماكغفرن لاحقًا أن العمل الأكاديمي والتدريب البدني كانا أصعب الأمور التي مرت عليه على الإطلاق. أمضى ماكغفرن شهرين في إحدى القواعد العسكرية في مدينة سان أنطونيو بولاية تكساس، ثم انتقل إلى قاعدة هاتبوكس الجوية في مقاطعة موسكوجي بولاية أوكلاهوما للتدرب على مهارات الطيران الأساسية وتعلم قيادة طائرة PT-19 ذات المحرك الواحد. تزوج ماكغفرن إليانور ستيجبرج في 31 أكتوبر 1943، خلال إجازة مدتها ثلاثة أيام (قرر الزوجان العاشقان والوحيدان عدم الانتظار أكثر من ذلك). ترأس والده حفل الزواج في الكنيسة الميثودية في مدينة ونسوكت.
بعد قضائه ثلاثة أشهر في موسكوجي، انتقل ماكغفرن إلى مطار كوفيفيل العسكري في كانساس وتدرب فيه على قيادة طائرة BT-13 لمدة ثلاثة أشهر أخرى. بحلول شهر أبريل من عام 1944، التحق ماكغفرن بمدرسة الطيران المتقدم في مطار بامبا التابع للجيش في ولاية تكساس للتدريب على التحليق بطائرتي AT-9 وAT-17. تمكن ماكغفرن خلال تلك الفترة من إثبات مهاراته في الطيران خصوصًا مع امتلاكه صفات الفطنة وسرعة البديهة الاستثنائية. تبعت إليانور زوجها جورج ماكغفرن في تنقلاته الأخيرة، وكانت حاضرة عندما حصل زوجها على شارة الطيار، وعين طيارًا برتبة ملازم ثان.

### تدريبه على الطيران بطائرة B-24
فُرز ماكغفرن، بمهمة أعلن عن إعجابه بها، إلى مطار مقر مقاطعة ليبرال في ولاية كانساس والمدرسة الانتقالية التابعة لها لتعلم قيادة طائرة كونسوليداتيد بي-24 ليبراتور. تحدث ماكغفرن في وقت لاحق عن تدريبه في هذه المهمة فقال: «كان تعلم كيفية الطيران بطائرة كونسوليداتيد بي-24 ليبراتور الجزء الأصعب من التدريب. كان من الصعب قيادة الطائرة من الناحية الجسمانية، لأنه، وفي بداية الحرب، لم تكن الطائرات مدعومة بعناصر تحكم هيدروليكية بعد. كان الوضع شبيهًا بقيادة شاحنة من نوع ماك بدون أي نظام توجيه وبدون أي مكابح كهربائية. كانت طائرة كونسوليداتيد بي-24 ليبراتور أكبر قاذفات القنابل التي امتلكناها في ذلك الوقت. قضى ماكغفرن بعد ذلك فترة تدريبية في مطار لينكولن العسكري في نبراسكا، حيث التقى الطاقم الذي رافقه بقيادة طائرة بي-24 فيما بعد. 
كان للسغر في جميع أنحاء البلاد والاختلاط بأشخاص من خلفيات متنوعة تأثير كبير على شخصية ماكغفن. اختزلت القوات الجوية الأمريكية من وقت تدريب ماكغفرن وغيره من الطيارين بسبب تكبدها خسائر فادحة في المهام الخاصة بقصف مناطق في القارة الأوروبية. مع معرتهما باحتمال عدم عودة ماكغفرن من الحرب، وبسبب ذلك جزئيًا، قرر ماكغفرن وزوجته إنجاب طفل وحملت إليانور ستيجبرج بأول طفل لها قبل سفر زوجها.
في شهر يونيو من عام 1944، تلقى طاقم ماكغفرن تدريبات نهائية على التحليق بطائرة بي-24 في مطار ماونتين هوم العسكري في ولاية آيداهو. أُرسل الطاقم بعدها إلى القارة الأوروبية عبر معسكر باتريك هنري في ولاية فيرجينيا، الذي عثر فيه ماكغفرن على مجموعة من كتب التاريخ التي استعان بها على ملء أوقات الفراغ خلال رحلته خصوصًا مع سفر الطاقم على متن سفينة عسكرية بطيئة.

### إيطاليا
في شهر سبتمبر 1944، انضم ماكغفرن إلى السرب رقم 741 التابع لمجموعة عمليات القصف رقم 455 في سلاح الجو الخامس عشر المتمركز في مطار سان جيوفاني بالقرب من مدينة تشيرينيولا في منطقة بوليا جنوبي إيطاليا. صادف ماكغفرن هناك مجموعة من السكان المحليين الذين كانوا يعانون من الجوع والمرض والفقر المدقع بسبب الحرب، وكانت هذه المشاهدات، بالنسبة لماكغفرن وزملائه، أسوأ بكثير من أي مأساة سبق لهم أن رؤوها في أرض الوطن خلال فترة الكساد الكبير، وشكلت الدافع الأساسي لماكغفرن لينطلق بأعماله الخاصة بمكافحة الجوع. بدءًا من 11 نوفمبر 1944، حلق ماكغفرن في 35 مهمة فوق أراضي العدة من سان جيوفاني، بصفته طيار مساعد في أول خمس مهمات منها وبصفته طيار لطائرته الخاصة، التي عرفت باسم ملكة داكوتا نسبة لزوجته إليانور، في المهمات الثلاثين اللاحقة. توزعت المناطق التي استهدفها ماكفغرون في كل من النمسا وتشيكوسلوفاكيا وألمانيا النازية وهنغاريا وبولندا والمناطق الشمالية من إيطاليا الواقعة تحت سيطرة ألمانيا النازية، وكانت هذه المناطق في الغالب إما مصافٍ للنفط، أو محطات لانطلاق القطارات، وكانت جميع عمليات القصف السابقة جزءًا من حملة القصف الاستراتيجية التي قامت بها الولايات المتحدة الأمريكية في القارة الأوروبية خلال الحرب العالمية الثانية. كانت المهمات، التي تتجاوز مدتها ثمان أو تسع ساعات، بمثابة اختبارات تحمل شاقة لكل من الطيارين وأفراد طاقم الطائرة. تراجع تهديد الطائرات المقاتلة الألمانية بحلول ذلك الوقت مقارنة بالتهديد الذي كانت تشكله للطائرات الأمريكية في وقت سابق من الحرب، مع ذلك، واجه ماكغفرن في حملاته نيران المدفعية الثقيلة المضادة للطائرات التي ملأت السماء بالرشقات النارية.
بتاريخ 15 ديسمبر، وفي ثاني مهمة له بصفته طيار، نجى ماكغفرن من الموت بأعجوبة بعد أن دخلت إحدى طلقات المدفعية المضادة للطائرات من الزجاج الأمامي للطائرة، دون أن تصيبه بأي أذى. في اليوم التالي، وفي مهمة إلى مدينة موست التشيكية، كاد ماكغفرن أن يصطدم بطائرته بقاذفة قنابل أخرى خلال الطيران في تشكيلات متقاربة داخل غطاء سحابي. في اليوم التالي، رُشح ماكغفرن للحصول على ميدالية لإنجازاته في الحرب، بعد أن تمكن من النجاة من انفجار إحدى العجلات خلال الإقلاع بطائرة بي-24 الذي عادة ما يكون خطرًا للغاية، وأكمل مهمته فوق ألمانيا ثم هبط بالطائرة دون أن يلحق المزيد من الأضرار بها. بتاريخ 20 ديسمبر، وفي مهمة تستهدف منشآت شركة سكودا في مدينة بلزن في تشيكوسلوفاكيا، خرج أحد محركات طائرة ماكغفرن عن العمل، واشتعلت النيران في محرك آخر بعد استهدافه من المدفعية المضادة للطائرات. لم يتمكن بعدها ماكغفرن من العودة إلى إيطاليا، فحلق بطائرته المعطوبة نحو مطار بريطاني في جزيرة فيس الصغيرة الواقعة في البحر الأدرياتيكي قبالة الساحل اليوغوسلافي، وكانت حينها تقع تحت سيطرة بارتيزان من أتباع جوزيف بروز تيتو، رئيس المقاومة اليوغسلافية ضد الاحتلال النازي. كان مدرج الهبوط الخاص بمطار جزيرة فيس قصيرًا جدًا، وكان مخصصًا للطائرات المقاتلة الصغيرة وليس للطائرات ذات المحركات الأربعة، وسبق أن لقي العديد من طواقم الطيران حتفهم عند محاولتهم الهبوط اضطراريًا فيه. مع ذلك، تمكن ماكغفرن من الهبوط بنجاح على المدرج، وأنقذ جميع أفراد طاقمة، وقلد، بسبب هذا الإنجاز، وسام الطيران المتميز.

## جوائز
حصل على جوائز منها جائزة الشجاعة طيران، ووسام الحرية الرئاسي، ووسام الجو، وجائزة الغذاء العالمية.

## روابط خارجية
- جورج ماكغفرن على موقع IMDb (الإنجليزية)
- جورج ماكغفرن على موقع الموسوعة البريطانية (الإنجليزية)
- جورج ماكغفرن على موقع مونزينجر (الألمانية)
- جورج ماكغفرن على موقع إن إن دي بي (الإنجليزية)
- جورج ماكغفرن على موقع ديسكوغز (الإنجليزية)
- جورج ماكغفرن على موقع قاعدة بيانات الفيلم (الإنجليزية)